# Francisco Xavier Mouzinho da Silveira Canavarro de Valadares
Esta passagem carece de fontes

## Família
Filho primogénito varão e sucessor de Francisco Xavier de Andrade e Almeida de Valadares, 2.º Barão de Ribeira de Pena, e de sua mulher e prima Maria da Glória de Gouveia Mouzinho da Silveira Canavarro.

## Biografia
Bacharel formado em Direito pela Faculdade de Direito da Universidade de Coimbra, Advogado e Notário em Cabeceiras de Basto e na Figueira da Foz, Senhor da Casa Solar de Santa Marinha, etc., e distinto Genealogista.
Usou o título de 3.º Barão de Ribeira de Pena por Autorização de D. Manuel II de Portugal no exílio de data desconhecida.

## Casamento e descendência
Casou em Coimbra a 11 de Julho de 1903 com Amélia Adelaide da Rocha e Freitas de Carvalho, filha única e herdeira de Adelino Augusto Pereira de Carvalho e de sua mulher Virgínia Augusta da Rocha e Freitas, com geração.